# كودجو لابا
كودجو لابا (بالفرنسية: Kodjo Fo Doh Laba)‏ (من مواليد 27 يناير 1992 بلومي)، هو لاعب كرة قدم توغولي محترف، يلعب في مركز الهجوم مع نادي العين الإماراتي.

## مسيرته الكروية
لعب لابا لصالح نادي أنجيس ونادي اتحاد بيتام ونادي النهضة البركانية. وقد وقع لنادي العين في يونيو 2019.

## مسيرته الدولية
ظهر لأول مرة دوليًّا في عام 2016، واخْتير ضمن تشكيلة كأس الأمم الأفريقية 2017.

### الأهداف الدولية
Scores and results list Togo's goal tally first.
| ت.  | التاريخ          | المكان                                  | الخصم                       | ترتيب الهدف | النتيجة | المنافسة                                   |
| --- | ---------------- | --------------------------------------- | --------------------------- | ----------- | ------- | ------------------------------------------ |
| 1.  | 5 يونيو 2016     | ملعب أنطوانيت توبمان، مونروفيا، ليبيريا | ليبيريا                     | 2–2         | 2–2     | تصفيات كأس الأمم الأفريقية 2017 المجموعة أ |
| 2.  | 4 سبتمبر 2016    | ملعب كيغيه، لومي، توغو                  | جيبوتي                      | 3–0         | 5–0     | تصفيات كأس الأمم الأفريقية 2017 المجموعة أ |
| 3.  | 9 أكتوبر 2016    | ملعب كيغيه، لومي، توغو                  | موزمبيق                     | 1–0         | 2–0     | مباراة ودية                                |
| 4.  | 9 أكتوبر 2016    | ملعب كيغيه، لومي، توغو                  | موزمبيق                     | 2–0         | 2–0     | مباراة ودية                                |
| 5.  | 24 يناير 2017    | ملعب بورت جنتيل، بورت جنتيل، الغابون    | جمهورية الكونغو الديمقراطية | 1–2         | 1–3     | كأس الأمم الأفريقية 2017 المجموعة ج        |
| 6.  | 4 يونيو 2017     | ملعب بول لو سيسن، مارسيليا، فرنسا       | جزر القمر                   | 1–0         | 2–0     | مباراة ودية                                |
| 7.  | 12 نوفمبر 2017   | ملعب كيغيه، لومي، توغو                  | موريشيوس                    | 2–0         | 6–0     | مباراة ودية                                |
| 8.  | 12 نوفمبر 2017   | ملعب كيغيه، لومي، توغو                  | موريشيوس                    | 3–0         | 6–0     | مباراة ودية                                |
| 9.  | 12 نوفمبر 2017   | ملعب كيغيه، لومي، توغو                  | موريشيوس                    | 5–0         | 6–0     | مباراة ودية                                |
| 10. | 12 نوفمبر 2017   | ملعب كيغيه، لومي، توغو                  | موريشيوس                    | 6–0         | 6–0     | مباراة ودية                                |
| 11. | 18 November 2018 | الملعب المحلي، لومي، توغو               | الجزائر                     | 1–3         | 1–4     | تصفيات كأس الأمم الأفريقية 2019 المجموعة د |
| 12. | 6 سبتمبر 2019    | ملعب موروني، موروني، جزر القمر          | جزر القمر                   | 1–0         | 1–1     | تصفيات كأس العالم 2022                     |

## الإنجازات
نهضة بركان
- كأس العرش: 2018

 العين
- الدوري الإماراتي للمحترفين: 2022
- كأس رابطة المحترفين: 2022
- دوري أبطال آسيا: 2023–24

### فردية
- هداف كأس الكونفيدرالية الأفريقية: 2018–19.[6]
- هداف الدوري المغربي الممتاز: 2019 (19 هدف).[7]
- هداف الدوري الإماراتي للمحترفين: 2020 (19 هدف)، 2022 (26 هدف).

## روابط خارجية
- كودجو لابا على موقع قاعدة بيانات كرة القدم.إي يو (الإنجليزية)
- كودجو لابا على موقع ليكيب (الفرنسية)
- كودجو لابا على موقع ناشيونال فوتبول تيمز (الإنجليزية)
- كودجو لابا على موقع Soccerway.com (الإنجليزية)
- كودجو لابا على موقع كووورة